# NGC 5753
NGC 5753 es una galaxia espiral (S) localizada en la dirección de la constelación de Bootes. Posee una declinación de +38° 48' 23" y una ascensión recta de 14 horas, 45 minutos y 18,8 segundos.
La galaxia NGC 5753 fue descubierta el 1 de abril de 1878 por Lawrence Parsons.